# Maigret (roman)
Pour les articles homonymes, voir Maigret (homonymie).
Maigret est un roman policier de Georges Simenon écrit en janvier et publié en mars 1934 : il fait partie de la série des Maigret.
Ce roman, le dix-neuvième de la série publiée par Fayard, devait être le dernier, ce qui explique que Maigret soit mis à la retraite.

## Résumé
Le jeune inspecteur Lauer vient de commettre une imprudence professionnelle qui peut lui causer de sérieux ennuis : chargé d'une surveillance nocturne au « Floria » pour une affaire de meurtre et de drogue, il n'a pu empêcher l'assassinat de celui qu'il surveillait, Pepito Palestrino, et, s'étant affolé, a laissé sur place des indices qui ne pourront manquer de faire de lui le suspect numéro un du crime, d'autant plus qu'il a été aperçu sortant du bar, un revolver à la main. Conscient de sa faute et des menaces qui pèsent sur lui, il se fait conduire la même nuit sur les bords de la Loire où son oncle Maigret jouit d'une retraite campagnarde paisible. 
L'ex-commissaire accepte d'aider son neveu en détresse et l'accompagne à Paris en vue d'éclaircir l'affaire. Sa besogne n'est guère facile, car il se heurte à d'anciens collègues qui n'apprécient pas tous ses méthodes et qui ne consentiront à le seconder qu'avec réticence. Pourtant, les soupçons de Maigret se portent assez rapidement sur Germain Cageot, chef d'une petite bande de truands qui hante les environs de la rue Fontaine. Son neveu ayant été arrêté, Maigret décide de faire vite et se mêle de plus en plus ouvertement aux agissements de la bande, d'où ressortent quelques personnalités : le bellâtre marseillais Eugène, le fragile Joseph Audiat, la tendre prostituée Fernande, entraînée malgré elle dans ce milieu... Le résultat de ces dangereuses fréquentations ne se fait pas attendre : Maigret est victime d'une tentative d'assassinat, à la suite de laquelle la P. J. consent enfin à collaborer avec l'ancien commissaire. 
Un piège est tendu à Cageot, selon le scénario suivant : Maigret, après s'être rendu à son domicile, lui décrit la manière dont il a fait tuer un premier complice, puis Pepito qui menaçait de parler. Il perce à jour la personnalité de Cageot, un pleutre incapable de tuer de ses mains, qui fait exécuter par d'autres les basses besognes. Cageot, qui ignore que, grâce à un subterfuge de Maigret, la police l'écoute au téléphone, se compromet dans la conversation. Il est arrêté, tandis que certains membres de sa bande s'enfuient à l'étranger.

## Aspects particuliers du roman
La situation de Maigret est assez particulière, puisque étant à la retraite, il est confronté à l’appareil judiciaire de l’extérieur et se trouve réduit à user dans son enquête de moyens psychologiques.

## Fiche signalétique de l'ouvrage

### Cadre spatio-temporel

#### Espace
La maison de campagne de Maigret, sur les bords de la Loire (au début et à la fin). Paris (principalement rue Fontaine).

#### Temps
Époque contemporaine ; l’enquête dure cinq jours et se déroule en février.

### Les personnages

#### Personnage principal
Germain Cageot, dit « le Notaire », ancien clerc de notaire devenu gangster, indicateur et trafiquant de cocaïne, propriétaire en sous-main de nombreuses « boîtes ». Célibataire. 59 ans.

#### Autres personnages
- Philippe Lauer, inspecteur à la P.J. de Paris, neveu de Maigret
- Eugène Berniard, bras droit de Cageot
- Fernande Bosquet, prostituée, 27 ou 28 ans
- Pepito Palestrino, Italien, homme de paille de Cageot, patron du « Floria », 29 ans, la victime
- Joseph Audiat, ancien garçon de café.

## Éditions
- Prépublication en feuilleton dans le quotidien Le Jour, n° 49-73 du 20 février au 15 mars 1934
- Édition originale : Fayard, 1934
- Édition illustrée dans  La Presse, n° 382 du 3 au 9 mars 1953 avec des illustrations de Elsen, sous le titre Maigret ou L'énigme de la rue Fontaine
- Tout Simenon, tome 18, Omnibus, 2003  (ISBN 978-2-258-06103-3)
- Livre de Poche n° 35037, 2007  (ISBN 978-2-253-12059-9)
- Tout Maigret, tome 3, Omnibus,  2019  (ISBN 978-2-258-15044-7)

## Adaptations
- Maigret, téléfilm français de Claude Barma, avec Jean Richard, diffusé en 1970.
- Maigret va in pensione, téléfilm italien avec Gino Cervi diffusé en 1972.